# Harteværket
Harteværket er et vandkraftværk lidt øst for Sønderjyske Motorvej, syd for Koldingbydelen Harte, som blev bygget i årene 1918-1920 og var Danmarks første større vandkraftværk. Kraftværket udnytter vandets faldhøjde på 25–26 m. Det drives nu som oplevelsescenter i naturskønne omgivelser.

## Historie
De indledende undersøgelser blev foretaget af ingeniøren, cand. polyt. Mikkel Thomsen, og selve projektet blev gennemgået af Hedeselskabet. Kolding Højspændingsforsyning fik grønt lys for projektet og d. 19. september 1918 blev det besluttet at danne et interessentskab, der fik navnet Sydøstjydske Elektricitetsværker, forkortet SØE.
Efter indhentning af tilladelse hos Ministeriet for offentlige Arbejder blev bygningen af Harteværket påbegyndt mod slutningen af 1. verdenskrig for at dække et voksende behov for el. Arkitekten var Ernst Petersen og byggeriet beskæftigede ca. 350 arbejdere (såkaldte børster). Projektet omfattede opkøb af land, bygning af kanaler og opførelsen af en dæmning i Ferup, samt maskinbygning og materiel. Budgettet lød på 3,6 mio. kr. eller i nutidens kroner ca. 1300 mio. Værket fik en tidsubegrænset ret til vandet.
Harteværket drives i dag som et oplevelsescenter af Fonden Harteværket Harteværket blev overdraget til fonden af TRE-FOR 1. januar 2007.

## Vandteknik
For at opnå tryk nok, til at drive turbinerne, blev der bygget en dæmning, der opstemmede Vester Nebel Å. Derved steg vandstanden ca. 4 m, som var det man manglede. De omkringliggende søer, Donssøerne (Nørresø, Søndersø) og Stallerup sø, samt tilstødende åer, Vester Nebel Å og Alminde Å forsyner vandværket med vand. Vandet ledes fra Donssøerne gennem kanaler og ender i et 80 meter langt rør, der har et fald på 25-26 meter, og derfra ind i værkets turbiner. Der strømmer 6.000 liter vand gennem det 1.7m store rør hvert sekund.
Faldrøret er et nittet stålrør, der er blevet repareret for huller mange gange i årenes løb, pga. korrosion. Røret er nu foret med glasfiberarmeret polyesterrør for at sikre den videre drift. Efter kraftværket føres vandet gennem en kanal til Kolding Å.
Efter naturgenopretningen af Vester Nebel Å i 2008 er vandtilførslen til Harteværket reduceret med 60%, men produceres fortsat el på Harteværket, der i dag fungerer som et arbejdende museum, der formidler natur og kulturhistorie til besøgende.
Det meste af det tekniske udstyr, er det originale fra selve opførelsen. F.eks er de tre Francis-turbiner, stadigvæk i brug. 
De originale turbiner fra 1920 producerer 1,8 GWh i et gennemsnitsår – afhængig af vandmængden. Dengang dækkede produktionen næsten halvdelen af Kolding by og oplands forbrug af el. I 1992 dækkede værket omkring 1% af elforbruget i Kolding.